# Henry Câlimonstre
 (avril 2015).
Si vous disposez d'ouvrages ou d'articles de référence ou si vous connaissez des sites web de qualité traitant du thème abordé ici, merci de compléter l'article en donnant les références utiles à sa vérifiabilité et en les liant à la section « Notes et références ».

Henry Câlimonstre (Henry Hugglemonster) est une série télévisée d'animation américaine en 49 épisodes de 22 minutes (94 segments) produite par Brown Bag Films et diffusée entre le 8 février 2013 et le 30 novembre 2015 sur Disney Junior.
En France, elle est diffusée depuis une date inconnue sur Disney Junior, et au Québec depuis le 12 mai 2013 au 31 décembre 2015 sur Disney junior/Télémagino.

## Synopsis
Henry est un petit monstre de cinq ans et est l'enfant de la famille Câlimonstre. Quand arrive une situation désespérée, il trouve une solution dans chaque situation.

## Doublage

### Voix originales
- Lara Jill Miller : Henry Hugglemonster
- Hynden Walch : Summer Hugglemonster
- Tom Kenny : Daddo (Papou) / Grando
- Lori Alan: Momma (Mamoune)
- Grey DeLisle-Griffin : Nan-oh / Estelle Enormomonster
- Kari Wahlgren : Ivor
- Chiara Zanni : Cobby
- Rob Paulsen : Denzel Dugglemonster
- Brian Blessed : Eduardo Enormomonster
- Brenda Blethyn : Ernestine Enormomonster
- Cree Summer : Gertie
- Teresa Gallagher : ?
- Geri Halliwell : Isabella

### Voix françaises
- Ioanna Gkizas : Henry Câlimonstre
- Véronique Fyon : Mamoune
- Mathieu Moreau : Papou
- Nancy Philippot : Ivor
- Mélanie Dermont : Summer
- Matthias Billard : Cobby

Version française
- Société de Doublage : Dubbing Brothers
- Adaptation : Fabienne Goudey
- Direction artistique : Cécile Florin
- Adaptation des chansons et direction musicale : Nathalie Stas
- Source : Carton de doublage sur Disney Junior.

## Fiche technique
Sauf indication contraire, les informations mentionnées dans cette section peuvent être confirmées par la base de données cinématographiques IMDb,  présente dans la section « Liens externes ».
- Titre original : Henry Hugglemonster
- Titre français : Henry Câlimonstre
- Création : Niamh Sharkey
- Réalisation : Shane Collins, Matthew Darrag, Norton Virgien, Vitaly Chafirov, Heon Pyo Hong, Dongwoo Ko
- Scénario : Robert Vergas, Sascha Paladino,Requin Niamh, 	Chris Nee,Bradley Zweig,Ashley Mendoza,Jennifer Hambourg,Paul Dawson,James Mason,Clara Phelan,Ciaran Murtagh, Andrew Jones
- Musique : Matt Mahaffey
- Production : Sascha Paladino, Gillian Higgins, Norton Virgien,

Catherine Gaffney, Darragh O'Connell, Requin Niamh, Colm Tyrrell, Hamook chanté, Jonas Stroh, Mike Moore, Hélène Lebeau
- Société de production : Disney Junior production, Brown Bag Films, CJ E&M
- Société de distribution : Brown Bag Films
- Pays d'origine :  États-Unis
- Langue originale : Anglais
- Format : TVHD 720p
- Genre : animation et comédie musicale
- Durée : 11
- Nombre de saisons : 2
- Nombre d'épisodes : 94
- Diffusion : 
  -  États-Unis: 8 février 2013
- Classification : jeunesse enfants[1]

## Épisodes

### Première saison (2013-2014)
1. La Cali-fleur / Le coucher d'Ivor
2. La pâte filante / Le monstre copieur
3. Le spectacle d'Henry / Le désordre des mégabondisseurs
4. La leçon de piano / La piscine à monstro-vagues
5. L'astrobrix / Le concours de gron
6. Les Câlimonstre partent camper / Joyeux anniversaire Beckett !
7. Promesse non tenue / La soirée feux d'artifice
8. Le concours de chant / Poisson surprise
9. La journée luge / Au travail, Papou
10. Le marathon des grands-mères / La monstro-pièce
11. Le magasin de montro-vélos / Les cartes de la Saint-Valentin
12. Le match de câliballe / Atchou et les câlifleurs
13. Le jardin des fleurs sucrées / La fête de la câlidanse
14. Une ville de toutes les couleurs / Henry fait des affaires
15. Les monstres au restaurant / L'énorme-moi
16. Les gronmibables / Henry perd un croc
17. Le ballon de friandises d'Halloween /  L'horrible monstre de la rivière
18. Une famille d'artistes / Monstre en chef
19. Journée pluvieuse, journée heureuse / La fugue de Summer
20. La journée des câlins / Quel talent !
21. La parade des monstranimaux / Le premier bond d'Ivor
22. Joyeux Câli-Noël !
23. Sur le chemin de la monstrécole / Le bonheur en chanson
24. De drôles de graines / Henry et l'ogre des neiges
25. Super Gronmarteau / Le nouveau monstrenfant du quartier
26. Henry et le Brilloiseau

### Seconde saison (2014-2015)
1. Enormobébé / Un câli-anniversaire
2. Le gâteau d'anniversaire / Un ballon dirigeable en fuite
3. Où est passé Beckett ? / Le câli-vol
4. Le Tricot-Robot / La journée de jeux de scouts
5. Le monstro-mariage / Un groupe formidouble
6. Soirée pyjama très créative / Les formidoubles lois de Rugiville
7. Les Rockeurs-Grogneurs
8. La photo d'Isabella
9. La journée des monstro-pizzas / Summer fait du cinéma
10. Une journée avec Papou / Les petits génies
11. Mon ami le robot / Le grinch-nuage
12. Une surprise pour Mamoune
13. La monstro-fête foraine / Les grons-grons
14. Le Monstro-pilote / La compétition de Monstro-Boue
15. Une journée à s'amuser / Danse, piano et patins
16. Le solo final / L'anniversaire de Mamoune
17. La soirée de Câliloween
18. Une deuxième chance / L'échange de Monstroenfants
19. L'anniversaire d'Estelle / Le bon, le mauvais et le monstrueux
20. Jamais assez d'Henry / Roddy le héros
21. Une compositrice très demandée / Denzel déménage
22. La fête anniversaire d'Ivor / Le grand nettoyage de Printemps
23. La radio d'Henry / Opération Evasion
24. L'abominable boule de neige / L'émission spéciale Câlinoël d'Henry